# William McDonough
Pour les articles homonymes, voir McDonough.
Ne doit pas être confondu avec le banquier William J. McDonough.
William McDonough, né le 21 février 1951 au Japon, est un architecte et designer américain de renommée internationale qui cherche à révolutionner la notion de déchet dans les métiers de l'architecture et du design. Promu « Héros de la Planète » par le magazine Time en 1999, il a gagné quinze prix d'architecture au cours des douze dernières années. Il est aussi un ancien militant de Greenpeace.
Il est à l'origine du concept Du berceau au berceau avec Michael Braungart.

## Œuvre
- William McDonough et Michael Braungart, Cradle to Cradle. Créer et recycler à l'infini, Éditions Alternatives, 2011  (ISBN 9782862276724)
- (en) William McDonough, « Carbon is not the enemy », sur Nature.com, 14 novembre 2016 (consulté le 21 novembre 2016)